# 蒙氏緋鯉
蒙氏緋鯉為輻鰭魚綱鱸形目鱸亞目鬚鯛科的其中一種，分布中西太平洋的珊瑚海海域，棲息深度60-71公尺，本魚身體淡紅色背面，白色與粉紅色斑點的側面和腹部有黃色條紋，觸鬚淡黃色，第一背鰭上具暗斑，背鰭硬棘8枚;背鰭軟條9枚;臀鰭硬棘1枚;臀鰭軟條8枚，體長可達9.5公分，為底棲性魚類，屬肉食性。